# Tartrazin

Strukturformel
Summaformel C_{16}H_{9}N_{4}Na_{3}O_{9}S_{2}

Tartrazin (E 102) är ett vattenlösligt syntetiskt färgämne tillhörande gruppen azofärgämnen. Handelsformen är ett orangerött pulver, som vid användning resulterar i klart gul färg.

## Användningsområden
- Tartrazin används för färgning av livsmedel, men förbjöds 1989 i Sverige på grund av att det kan framkalla starka allergiska reaktioner såsom svullnad över hela kroppen (nässelutslag) samt svullnad i hals med kvävningsdöd som risk. Till följd av EU-direktiv 1999 har Sverige åter godkänt tartrazin för begränsad användning som färgämne för cocktailkörsbär och likörer.[3] De allergiska problemen kvarstår dock för känsliga personer.
- I Sverige och övriga EU måste livsmedel som innehåller tartrazin märkas med varningstexten "Kan ha en negativ effekt på barns beteende och koncentration". Kravet på märkning gäller dock inte lösgodis eller andra icke-förpackade livsmedel.[1]
- Tartrazin färgar ylle klart gult. Färgningen är färgäkta.